# U-Bahnhof Lotto
Der Bahnhof Lotto ist ein unterirdischer Bahnhof der U-Bahn Mailand. Er befindet sich an der Kreuzung der Linien M1 und M5, unter dem gleichnamigen Platz (piazzale Lorenzo Lotto) im Nordwesten der Stadt.

## Geschichte
Der Bahnhof Lotto wurde als Endstation des am 1. November 1964 in Betrieb genommenen ersten Teilstück der Linie M1 (Lotto–Marelli). Die M1 wurde am 8. November 1975 um eine Station bis zum neuen Endpunkt QT8 verlängert.
Am 29. April 2015, kurz vor der feierlichen Eröffnung der Weltausstellung, wurde die neue Linie M5 in Betrieb genommen, und deshalb wurde Lotto zu Kreuzungsbahnhof.

## Lage
Der Bahnhof der M1 hat wie jeder Bahnhof dieser Linie zwei Gleise mit Seitenbahnsteigen. Über dem Gleisniveau befindet sich ein Zwischengeschoss mit Zutrittskontrolle. Die architektonische Ausstattung wurde wie bei allen Bahnhöfen der Linien M1 und M2 von den Architekten Franco Albini und Franca Helg und vom Grafiker Bob Noorda gestaltet.

## Anbindung
| Linie | Verlauf |
| ----- | --- |
|       | Sesto 1º Maggio FS – Sesto Rondò – Sesto Marelli – Villa San Giovanni – Precotto – Gorla – Turro – Rovereto – Pasteur – Loreto – Lima – Porta Venezia – Palestro – San Babila – Duomo – Cordusio – Cairoli – Cadorna FN – Conciliazione – Pagano – Buonarroti – Amendola – Lotto – QT8 – Lampugnano – Uruguay – Bonola – San Leonardo – Molino Dorino – Pero – Rho Fiera – Wagner – De Angeli – Gambara – Bande Nere – Primaticcio – Inganni – Bisceglie |
|       | Bignami – Ponale – Bicocca – Ca’ Granda – Istria – Marche – Zara – Isola – Garibaldi FS – Cenisio – Domodossola FN – Portello – Lotto – Segesta – San Siro Ippodromo – San Siro Stadio |